# Nassérisme
Le nassérisme est une idéologie politique arabe fondée sur la pensée du président égyptien Gamal Abdel Nasser.
Elle influença énormément la politique intérieure et extérieure des pays arabes pendant les années 1950, 1960 et 1970. Dans ces années, divers groupes et partis se réclamant du nassérisme se constituèrent comme le Mouvement nationaliste arabe ou les Mourabitoun. Des hommes comme Kadhafi, Ibrahim Qoleilat ou Ahmed Ben Bella se réclament de cette idéologie. Le nassérisme fut l'idéologie officielle de l'Égypte sous la présidence de Gamal Abdel-Nasser puis abandonnée par Anouar el Sadate.
Avocat et penseur égyptien, Ismat Seif al-Dawla (1923-1996) a présenté une des tentatives les plus élaborées de théorisation du nationalisme arabe, et de l'expérience nassérienne, plus particulièrement. Ses écrits intitulés La Théorie de la révolution arabe ont inspiré les groupes nassériens dans différents pays arabes[réf. souhaitée].
Aujourd'hui, le nassérisme existe dans la plupart des pays arabes, mais est devenu un mouvement politique de moindre importance. En Égypte, les nassériens sont officiellement structurés au sein du Parti nassériste arabe démocratique qui prône l'unité du monde arabe et rejette le libéralisme économique. En Tunisie, le Mouvement du peuple, dont Mohamed Brahmi était l'une des principales figures, est le principal mouvement se réclamant du nassérisme.

## Idéologie

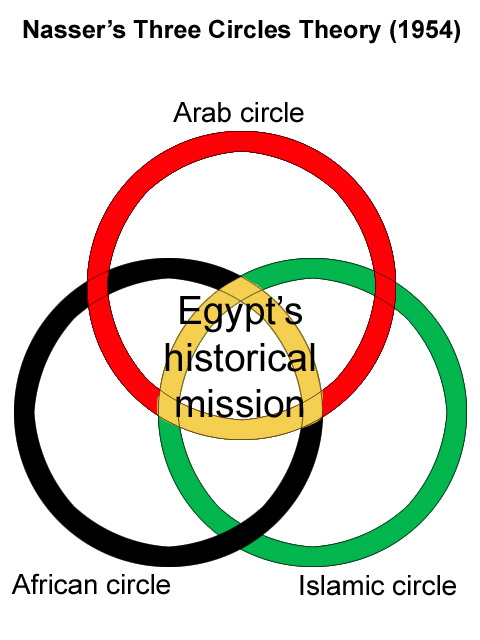
La politique de Nasser appliquée à trois niveaux, concourant à définir ce que l'État égyptien devrait être.

Le nassérisme est une idéologie nationaliste arabe et panarabiste, combinée à un socialisme vaguement défini, souvent distingué du bloc de l'Est ou de la pensée occidentale par l'étiquette de « socialisme arabe ». Bien qu’opposé idéologiquement au capitalisme occidental, le socialisme arabe s’est également développé comme un rejet du communisme, considéré comme incompatible avec les traditions arabes et les fondements religieux de la société arabe. En conséquence, les nasséristes des années 1950 aux années 1980 ont cherché à empêcher la montée du communisme dans le monde arabe et ont préconisé des sanctions sévères contre les individus et les organisations identifiés comme tentant de propager le communisme dans la région.
L’idéologie nassérienne telle qu’elle est définie dans Philosophie de la révolution, ouvrage écrit par Gamal Abdel Nasser en 1953, explique que l’Égypte possède trois cercles d’appartenance fondamentale : la nation arabe, l’Afrique et le monde musulman. Gamal Abdel Nasser développa sa politique dans cette triple dimension. Ainsi, Gamal Abdel Nasser fut l’un des grands artisans de la conférence de Bandung puis du mouvement des non-alignés.
Bien que soucieux de l'héritage spirituel du monde arabe, comme pour le Baasisme , le nassérisme est en grande partie une idéologie laïque. Tout comme pour d'autres manifestations du nationalisme arabe, cela a conduit à un conflit direct avec les mouvements politiques idéologiquement orientés vers l'islam dans le monde arabe à partir des années 1950, en particulier les Frères musulmans . Les nasséristes prônent la fin de l’ingérence occidentale dans les affaires arabes, le développement de la solidarité mondiale, le non-alignement international, la modernisation et l’industrialisation. Nasser lui-même était farouchement opposé à l’impérialisme occidental.
Khalifa Alfadhel décrit le nassérisme comme une idéologie arabe socialiste, laïque, républicaine et nationaliste panarabe. L'anti-impérialisme était particulièrement central dans le nassérisme – Nasser était l’un des principaux fondateurs du mouvement des non-alignés. La nature laïque du mouvement peut être mise en évidence à travers sa politique, qui a neutralisé la mosquée Al-Azhar en imposant une éducation non religieuse, en réglementant les dotations islamiques et en abolissant les tribunaux de la charia. Cependant, la laïcité du nassérisme était plus douce que l'idéologie de Mustafa Kemal Atatürk.
Les slogans adoptés par Nasser et son mouvement confèrent au nassérisme un caractère populiste. Après son arrivée au pouvoir, le mouvement s'est défini par les six principes suivants :
- La destruction de « l’impérialisme et de ses comparses parmi les traîtres égyptiens ».
- La fin de la féodalité.
- La fin du monopole et de la domination du capital sur le gouvernement.
- Établissement de la justice sociale.
- Fondation d’une armée nationale forte.
- Établissement d'une vie démocratique saine.

L’une des caractéristiques les plus uniques du nassérisme était son adhésion au socialisme, une idéologie jusqu’ici profondément populaire en Égypte. La notion de socialisme était traitée avec hostilité dans l'Égypte pré-nassérienne, car le socialisme était considéré comme une doctrine intrinsèquement antireligieuse qui cherchait à déplacer les traditions et la religion de l'Égypte. Cependant, le nassérisme a adopté le terme de socialisme, en lui donnant plusieurs significations - alors qu'au début l'engagement nassérien en faveur du socialisme était ambigu et incluait souvent un concept contradictoire, le mouvement n'a jamais hésité à le promouvoir. En conséquence, Nasser « l’a rendu très populaire parmi les masses arabes ».